# Gwyneth Paltrow
Gwyneth Kate Paltrow (n. 27 septembrie 1972, Los Angeles, California, SUA) este o actriță, cântăreață și autoare americană, de film laureată a premiului Oscar pentru „Cea mai bună actriță” în 1999. A fost căsătorită cu Chris Martin, vocalistul trupei Coldplay, de care a divorțat în 2016, cuplul având doi copii împreună.
Tatăl ei este evreu, descendent al unei familii de rabini, iar mama - între altele, cu origini dintr-o familie olandeză din Barbados.
Gwyneth Paltrow a debutat pe scenă în 1990, iar pe „micul ecran” în 1991. A devenit cunoscută pentru roluri în filme precum Se7en (1995), Emma (1996) sau Dincolo de uși  (1998), iar pentru interpretarea din Shakespeare îndrăgostit (1998) a primit numeroase premii  și nominalizări. 
După aceea, Gwyneth Paltrow a preluat roluri atât secundare cât și principale, în filme ca: Talentatul domn Ripley  (1999), Ușuraticul  (2001) și Dovada  (2005), pentru care a fost nominalizată pentru un premiu Globul de Aur.

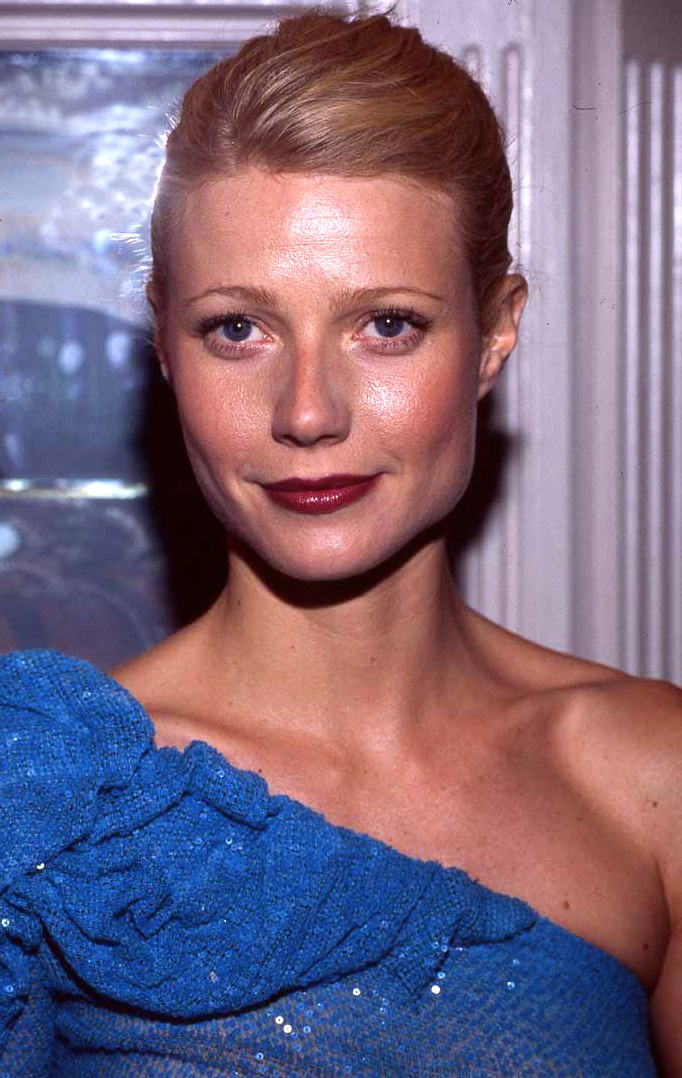
Gwyneth Paltrow la Festivalul Internațional de Film de la Toronto, 2000

Din 2005, Gwyneth Paltrow reprezintă parfumurile Pleasures de la Estée Lauder.

## Filmografie

### Film
| An   | Film                                  | Rol                                | Note           |
| ---- | ------------------------------------- | ---------------------------------- | -------------- |
| 1989 | High                                  |                                    |                |
| 1991 | Shout                                 | Rebecca                            |                |
| 1991 | Hook                                  | Wendy Darling tânără               |                |
| 1992 | Cruel Doubt                           | Angela Pritchard                   |                |
| 1993 | Deadly Relations                      | Carol Ann Fagot Applegarth Holland |                |
| 1993 | Malice                                | Paula Bell                         |                |
| 1993 | Flesh and Bone                        | Ginny                              |                |
| 1994 | Mrs. Parker and the Vicious Circle    | Paula Hunt                         |                |
| 1995 | Higher Learning                       | Student                            | necreditată    |
| 1995 | Jefferson in Paris                    | Patsy Jefferson                    |                |
| 1995 | Moonlight and Valentino               | Lucy Trager                        |                |
| 1995 | Seven                                 | Tracy Mills                        |                |
| 1996 | Hard Eight                            | Clementine                         |                |
| 1996 | The Pallbearer                        | Julie DeMarco                      |                |
| 1996 | Emma                                  | Emma Woodhouse                     |                |
| 1997 | Thomas Jefferson                      | Nepoata lui Jefferson(voce)        | Miniserial TV  |
| 1998 | Sliding Doors                         | Helen Quilley                      |                |
| 1998 | Great Expectations                    | Estella                            |                |
| 1998 | Hush                                  | Helen Baring                       |                |
| 1998 | A Perfect Murder                      | Emily Bradford Taylor              |                |
| 1998 | Shakespeare in Love                   | Viola De Lesseps                   |                |
| 1999 | The Talented Mr. Ripley               | Marge Sherwood                     |                |
| 2000 | The Intern                            | Rolul său                          | necreditată    |
| 2000 | Duets                                 | Liv                                |                |
| 2000 | Bounce                                | Abby Janello                       |                |
| 2001 | The Anniversary Party                 | Skye Davidson                      |                |
| 2001 | The Royal Tenenbaums                  | Margot Tenenbaum                   |                |
| 2001 | Shallow Hal                           | Rosemary Shanahan                  |                |
| 2002 | Searching for Debra Winger            | Rolul propriei persoane            | Documentar     |
| 2002 | Austin Powers in Goldmember           | Dixie Normous in 'Austinpussy'     | Cameo          |
| 2002 | Possession                            | Maud Bailey                        |                |
| 2003 | View from the Top                     | Donna Jensen                       |                |
| 2003 | Sylvia                                | Sylvia Plath                       |                |
| 2004 | Sky Captain and the World of Tomorrow | Polly Perkins                      |                |
| 2005 | Proof                                 | Catherine                          |                |
| 2006 | Infamous                              | Kitty Dean                         |                |
| 2006 | Love and Other Disasters              | Hollywood Jacks                    | Cameo          |
| 2006 | Running with Scissors                 | Hope Finch                         |                |
| 2007 | The Good Night                        | Dora                               |                |
| 2008 | Iron Man                              | Pepper Potts                       |                |
| 2008 | Two Lovers                            | Michelle                           |                |
| 2010 | Iron Man 2                            | Pepper Potts                       |                |
| 2010 | Country Strong                        | Kelly Canter                       |                |
| 2011 | Glee: The 3D Concert Movie            | Holly Holliday                     | necreditată    |
| 2011 | Contagion                             | Beth Emhoff                        |                |
| 2012 | Thanks for Sharing                    | Phoebe                             |                |
| 2012 | The Avengers                          | Pepper Potts                       |                |
| 2013 | Iron Man 3                            | Pepper Potts                       |                |
| 2014 | Mortdecai                             | Johanna                            | Post-producție |

### Televiziune
| An              | Film                       | Rol                                | Note                                                    |
| --------------- | -------------------------- | ---------------------------------- | ------------------------------------------------------- |
| 1997            | Thomas Jefferson           | Nepoata lui Jefferson(voce)        | Miniserial TV                                           |
| 1999–2001, 2011 | Saturday Night Live        | Host/Various                       | 5 episaode                                              |
| 2008            | Spain... On The Road Again | Rolul propriei persoane            | documentar; 13 episaode                                 |
| 2010            | The Marriage Ref           | Rolul propriei persoane – Panelist | Episodul: "Gwyneth Paltrow/Jerry Seinfeld/Greg Giraldo" |
| 2010–2014       | Glee                       | Holly Holliday                     | 5 episoade                                              |
| 2011            | Who Do You Think You Are?  | Rolul propriei persoane            | Episodul: "Gwyneth Paltrow"                             |
| 2012            | The New Normal             | Abby                               | Episodul: "Pilot" (cameo/necreditată)                   |

## Premii și nominalizări
| An   | Lucrare nominalizată                  | Premiu                       | Categoria                                                   | Rezultat     |
| ---- | ------------------------------------- | ---------------------------- | ----------------------------------------------------------- | ------------ |
| 1995 | Seven                                 | Saturn Awards                | Best Supporting Actress                                     | Nominalizare |
| 1996 | Emma                                  | Satellite Awards             | Best Actress – Motion Picture Musical or Comedy             | Câștigat     |
| 1998 | Shakespeare in Love                   | Academy Awards               | Best Actress                                                | Câștigat     |
| 1998 | Shakespeare in Love                   | Empire Awards                | Best Actress                                                | Câștigat     |
| 1998 | Shakespeare in Love                   | Golden Globe Awards          | Best Actress – Motion Picture Musical or Comedy             | Câștigat     |
| 1998 | Shakespeare in Love                   | MTV Movie Awards             | Best Kiss (shared with Joseph Fiennes)                      | Câștigat     |
| 1998 | Shakespeare in Love                   | Screen Actors Guild Awards   | Outstanding Performance by a Female Actor in a Leading Role | Câștigat     |
| 1998 | Shakespeare in Love                   | Screen Actors Guild Awards   | Outstanding Performance by a Cast in a Motion Picture       | Câștigat     |
| 1998 | Shakespeare in Love                   | BAFTA Awards                 | Best Actress in a Leading Role                              | Nominalizare |
| 1998 | Shakespeare in Love                   | MTV Movie Awards             | Best Female Performance                                     | Nominalizare |
| 1998 | Shakespeare in Love                   | Satellite Awards             | Best Actress – Motion Picture Musical or Comedy             | Nominalizare |
| 1998 | Shakespeare in Love                   | Teen Choice Awards           | Choice Actress – Film                                       | Nominalizare |
| 1998 | Shakespeare in Love                   | Teen Choice Awards           | Sexiest Love Scene                                          | Nominalizare |
| 2000 | Bounce                                | MTV Movie Awards             | Best Kiss (shared with Ben Affleck)                         | Nominalizare |
| 2001 | The Royal Tenenbaums                  | Satellite Awards             | Best Supporting Actress – Motion Picture                    | Nominalizare |
| 2001 | Shallow Hal                           | Teen Choice Awards           | Choice Comedy Actress – Film                                | Nominalizare |
| 2004 | Sky Captain and the World of Tomorrow | MTV Movie Awards             | Best Kiss (shared with Jude Law)                            | Nominalizare |
| 2005 | Proof                                 | Golden Globe Awards          | Best Actress – Motion Picture Drama                         | Nominalizare |
| 2008 | Iron Man                              | Saturn Awards                | Best Actress                                                | Nominalizare |
| 2008 | Iron Man                              | Teen Choice Awards           | Choice Movie Actress – Action Adventure                     | Nominalizare |
| 2010 | Iron Man 2                            | Teen Choice Awards           | Choice Movie Actress – Sci-Fi                               | Nominalizare |
| 2010 | Country Strong                        | Satellite Awards             | Best Original Song                                          | Nominalizare |
| 2011 | Glee                                  | Primetime Emmy Awards        | Outstanding Guest Actress in a Comedy Series                | Câștigat     |
| 2013 | Iron Man 3                            | Teen Choice Awards           | Choice Movie Actress – Sci-Fi/Fantasy                       | Nominalizare |
| 2013 | Iron Man 3                            | People's Choice Awards       | Favorite Movie Actress                                      | Nominalizare |
| 2013 | Iron Man 3                            | People's Choice Awards       | Favorite Movie Duo                                          | Nominalizare |
| 2013 | Iron Man 3                            | Critics' Choice Movie Awards | Best Actress in an Action Movie                             | Nominalizare |

## Discografie

### Singles
| Single-uri                              | An   | Poziții în topuri | Poziții în topuri | Poziții în topuri | Poziții în topuri | Poziții în topuri | Poziții în topuri | Certificări        | Album          |
| Single-uri                              | An   | US                | US AC             | US Country        | AUS               | NZ                | UK                | Certificări        | Album          |
| --------------------------------------- | ---- | ----------------- | ----------------- | ----------------- | ----------------- | ----------------- | ----------------- | ------------------ | -------------- |
| "Cruisin'" (with Huey Lewis)            | 2000 | —                 | 1                 | —                 | 1                 | 1                 | —                 | - AUS: 2× Platinum | Duets          |
| "Bette Davis Eyes"                      | 2000 | —                 | —                 | —                 | 3                 | —                 | —                 | - AUS: Platinum    | Duets          |
| "Country Strong"                        | 2010 | 81                | —                 | 30                | —                 | —                 | —                 |                    | Country Strong |
| "Me and Tennessee" (with Tim McGraw)    | 2011 | —                 | —                 | 34                | —                 | —                 | 63                |                    | Country Strong |
| "—" denotes releases that did not chart |      |                   |                   |                   |                   |                   |                   |                    |                |

### Alte single-uri
| Single                                             | An   | Poziții în topuri | Poziții în topuri | Poziții în topuri | Poziții în topuri | Poziții în topuri | Album                                     |
| Single                                             | An   | US                | AUS               | CAN               | IRL               | UK                | Album                                     |
| -------------------------------------------------- | ---- | ----------------- | ----------------- | ----------------- | ----------------- | ----------------- | ----------------------------------------- |
| "Forget You" (with Glee Cast)                      | 2010 | 11                | 24                | 12                | 20                | 31                | Glee: The Music, Volume 4                 |
| "Nowadays / Hot Honey Rag" (with Glee Cast)        | 2010 | —                 | —                 | —                 | —                 | —                 | Non-album singles                         |
| "Singing in the Rain / Umbrella" (with Glee Cast)  | 2010 | 18                | 23                | 20                | 10                | 22                | Non-album singles                         |
| "Do You Wanna Touch Me (Oh Yeah)" (with Glee Cast) | 2011 | 57                | —                 | 63                | —                 | 95                | Glee: The Music, Volume 5                 |
| "Kiss" (with Glee Cast)                            | 2011 | 83                | 98                | 80                | —                 | —                 | Glee: The Music, Volume 5                 |
| "Landslide" (with Glee Cast)                       | 2011 | 23                | 38                | 35                | 36                | 52                | Glee: The Music, Volume 5                 |
| "Turning Tables" (with Glee Cast)                  | 2011 | 66                | —                 | 66                | —                 | 75                | Glee: The Music, Volume 6                 |
| "Happy" (with Glee Cast)                           | 2014 | —                 | —                 | —                 | —                 | —                 | Glee: The Music, Celebrating 100 Episodes |
| "Party All the Time" (with Glee Cast)              | 2014 | —                 | —                 | —                 | —                 | —                 | Glee: The Music, Celebrating 100 Episodes |
| "—" denotes releases that did not chart.           |      |                   |                   |                   |                   |                   |                                           |

### Albume
| Cântec                                                       | An   | Album               |
| ------------------------------------------------------------ | ---- | ------------------- |
| "Silent Worship" (with Ewan McGregor)                        | 1996 | Emma                |
| "Just My Imagination (Running Away with Me)" (with Babyface) | 2000 | Duets               |
| "It's Only Love" (with Sheryl Crow)                          | 2002 | C'mon, C'mon        |
| "What Is This Thing Called Love?" (with Mark Rubin Band)     | 2006 | Infamous            |
| "Shake That Thing"                                           | 2010 | Country Strong      |
| "Coming Home"                                                | 2010 | Country Strong      |
| "A Fighter"                                                  | 2010 | Country Strong      |
| "Travis"                                                     | 2010 | Country Strong      |
| "Over the Rainbow" (with Matthew Morrison)                   | 2011 | Matthew Morrison    |
| "This Woman's Work"                                          | 2011 | Every Mother Counts |
| "Waiting on June" (with Holly Williams)                      | 2013 | The Highway         |

### Clipuri video
| Video                                | An   | Regizor                          |
| ------------------------------------ | ---- | -------------------------------- |
| "Country Strong"                     | 2010 | Kristin Barlowe, Christoper Sims |
| "Me and Tennessee" (with Tim McGraw) | 2011 | Shana Feste                      |

## Lucrări publicate
- Paltrow, Gwyneth (2011). My Father's Daughter: Delicious, Easy Recipes Celebrating Family & Togetherness. Grand Central Life & Style. ISBN 978-0446557313.
- Paltrow, Gwyneth (2013). It's All Good: Delicious, Easy Recipes That Will Make You Look Good and Feel Great. Grand Central Life & Style. ISBN 978-1455522712.